# Bacara (cristal)
Bacara este numele unui cristal de calitate superioară realizat la o manufactură din localitatea franceză Baccarat.
Aceasta este principalul centru al industriei franceze de cristaluri și a luat ființă în 1764 din ordinul regelui Ludovic al XV-lea.
1. 1 2  Sirene